# Бюсайрес (Північна Дакота)
Бюсайрес (англ. Bucyrus) — місто (англ. city) в США, в окрузі Адамс штату Північна Дакота. Населення — 18 осіб (2020).

## Географія
Бюсайрес розташований за координатами 46°3′52″ пн. ш. 102°47′18″ зх. д. / 46.06444° пн. ш. 102.78833° зх. д. (46.064575, -102.788310).  За даними Бюро перепису населення США в 2010 році місто мало площу 0,91 км², уся площа — суходіл.

## Демографія
Згідно з переписом 2010 року, у місті мешкало 27 осіб у 11 домогосподарстві у складі 8 родин. Густота населення становила 30 осіб/км².  Було 17 помешкань (19/км²).
Расовий склад населення:
| - 100,0 % — білих |

До двох чи більше рас належало 0,0 %. Частка іспаномовних становила 0,0 % від усіх жителів.
За віковим діапазоном населення розподілялося таким чином: 29,6 % — особи молодші 18 років, 51,9 % — особи у віці 18—64 років, 18,5 % — особи у віці 65 років та старші. Медіана віку мешканця становила 35,5 року. На 100 осіб жіночої статі у місті припадало 92,9 чоловіків;  на 100 жінок у віці від 18 років та старших — 90,0 чоловіків також старших 18 років.
Середній дохід на одне домашнє господарство  становив 57 829 доларів США (медіана — 60 000), а середній дохід на одну сім'ю — 78 971 долар (медіана — 74 375). Медіана доходів становила 36 875 доларів для чоловіків та 26 563 долари для жінок. 
Цивільне працевлаштоване населення становило 12 осіб. Основні галузі зайнятості: роздрібна торгівля — 33,3 %, сільське господарство, лісництво, риболовля — 25,0 %, транспорт — 16,7 %.